# Himfy utca

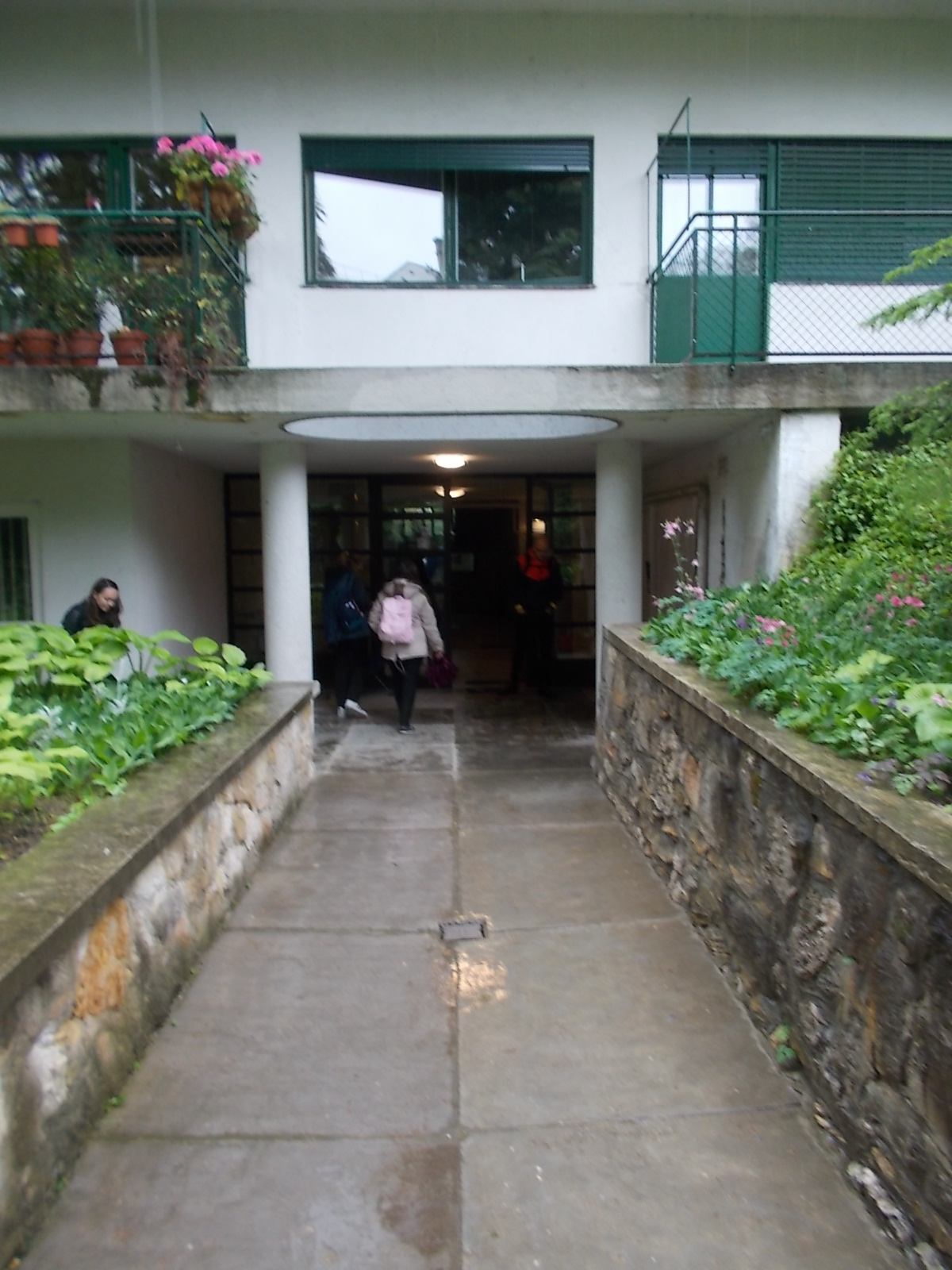
A Himfy utca egyik lakóházának bejárata

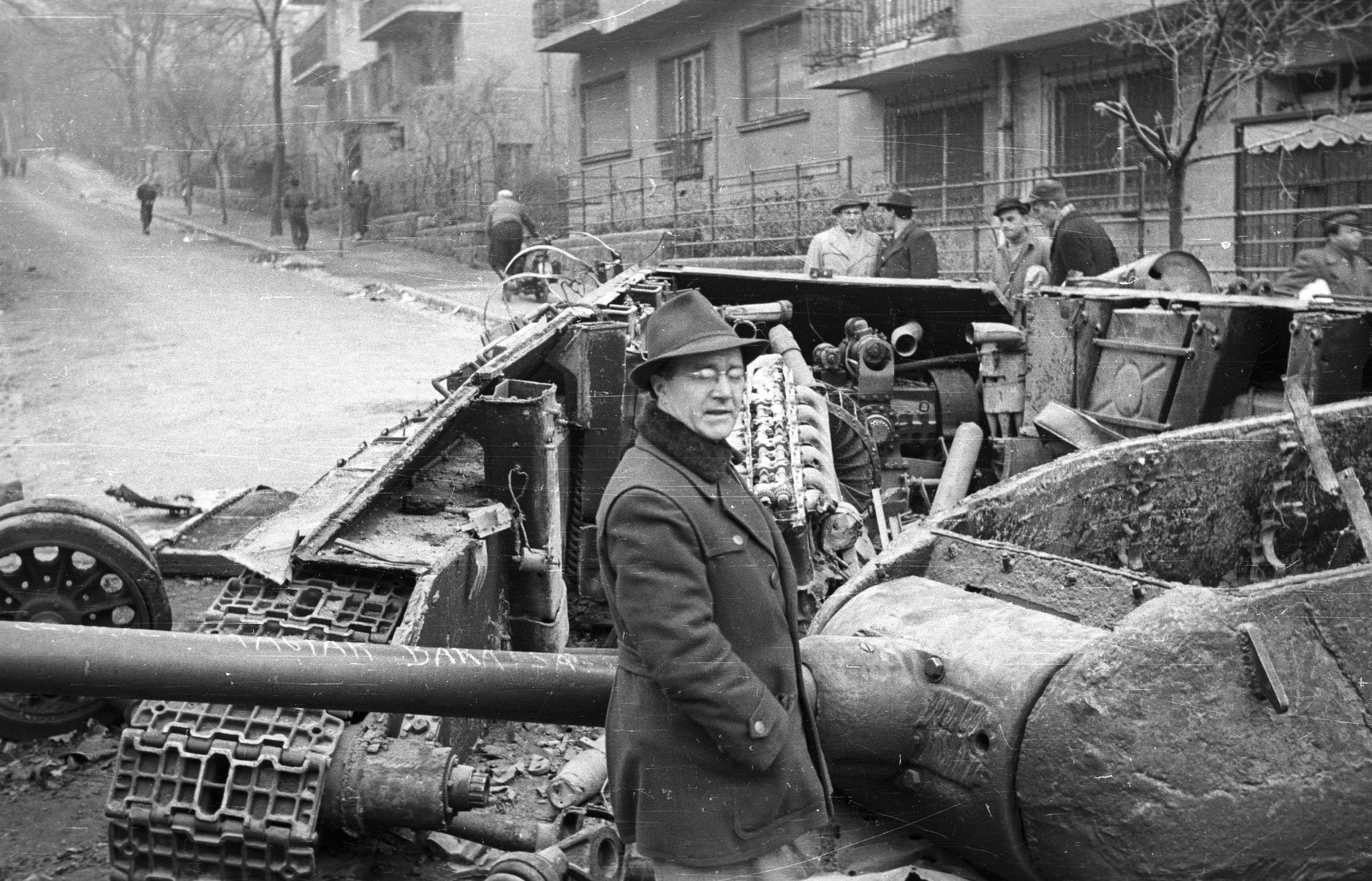

A Himfy utca Budapest XI. kerületében, Gellérthegy és Szentimreváros városrészekben fekvő, enyhén emelkedő utca. A Ménesi út 16-tól  a  Villányi út 1-ig fut. Nevét 1925-ben kapta Kisfaludy Sándor költői álnevéről.
1956-ban ebben az utcában robbantottak fel egy szovjet T–34-es tankot Molotov-koktéllal. Az alulról felgyújtott tank lőszerkamrája berobbant, ami a tornyot is lerepítette. Fotó: (Fortepan_40036, adományozó: Nagy Gyula)